# Kawe Plaza
Le Kawe Plaza ou Kawe Maja est un bâtiment du quartier Tatari de l'arrondissement de Kesklinn à Tallinn en Estonie.

## Présentation
Le bâtiment, situé à l'adresse Pärnu maantee 15, a été achevé le 30 octobre 1998.
Le bâtiment a été conçu par Henno Sillaste (et), un architecte canadien d'origine estonienne.
Le Kawe Plaza doit son nom au propriétaire de la société Kawe Investment, Karl Wellner, dont les ancêtres en Estonie possédaient des usines Kawe fondées en 1918, aujourd'hui connues sous le nom de Kalev.
Kawe Plaza est un immeuble de bureaux de 8 étages situé au cœur de Tallinn, près de la place de la Liberté.
Ce bâtiment est l'un des premiers immeubles de bureaux de Tallinn doté d'une façade entièrement vitrée, formant une partie visible du paysage urbain de la ville.
Selon Henno Sillaste, la façade en verre de la Plaza a été importée du Canada, où les verreries sont au plus haut niveau de qualité. « Des façades similaires sont utilisées dans les tours en verre de Singapour et de Hong Kong », a expliqué Henno Sillaste, qui vit à Toronto..
« La conception du bâtiment avait certaines conditions préalables, comme utiliser le maximum d'espace du terrain, donc il est courbé, et a être en harmonie avec le reste des bâtiments de la place centrale de Tallinn », a déclaré l'architecte.
La superficie totale du bâtiment est de 7 472 mètres carrés, dont 1 320 mètres carrés sont situés en sous-sol.
Le siège de Swedbank, Scan Group (en), Postimees Group, le cabinet d'avocats Luiga Mody Hääl Borenius,... sont installés dans le bâtiment.
L'aire de stationnement à deux étages situé sous le bâtiment, peut accueillir 34 voitures.
Le bâtiment a fait l'objet d'une rénovation complète à l'automne 2022, au cours de laquelle les façades avant et arrière ainsi que tous les systèmes techniques ont été remplacés, dans le but d'améliorer l'efficacité énergétique du bâtiment.